# Glyceria depauperata
Glyceria depauperata là một loài thực vật có hoa trong họ Hòa thảo. Loài này được Ohwi mô tả khoa học đầu tiên năm 1931.